# Tiền Giang
Tiền Giang ist eine  Provinz von Vietnam. Sie liegt im Südwesten des Landes.

## Distrikte
Tien Giang gliedert sich in acht Distrikte:
- Cái Bè
- Cai Lậy
- Châu Thành
- Chợ Gạo
- Gò Công Đông
- Gò Công Tây
- Tân Phước
- Tân Phú Đông

Die Städte Mỹ Tho (Provinzhauptstadt) und Gò Công sind eigene Gemeinden.